# Arquivo Histórico Eclesiástico de Santa Catarina
O Arquivo Histórico Eclesiástico de Santa Catarina (AHESC) está localizado em Florianópolis, no estado de Santa Catarina, e foi criado por meio de um Decreto de 25 de novembro de 1949, pelo arcebispo diocesano Dom Joaquim Domingues de Oliveira. É administrado pela Mitra Metropolitana de Florianópolis (Arquidiocese de Florianópolis).  Foi considerado de interesse público pela Lei estadual n. 752, de 24/09/1952, renovada pela Lei estadual n. 16.733 de 15/10/2015.

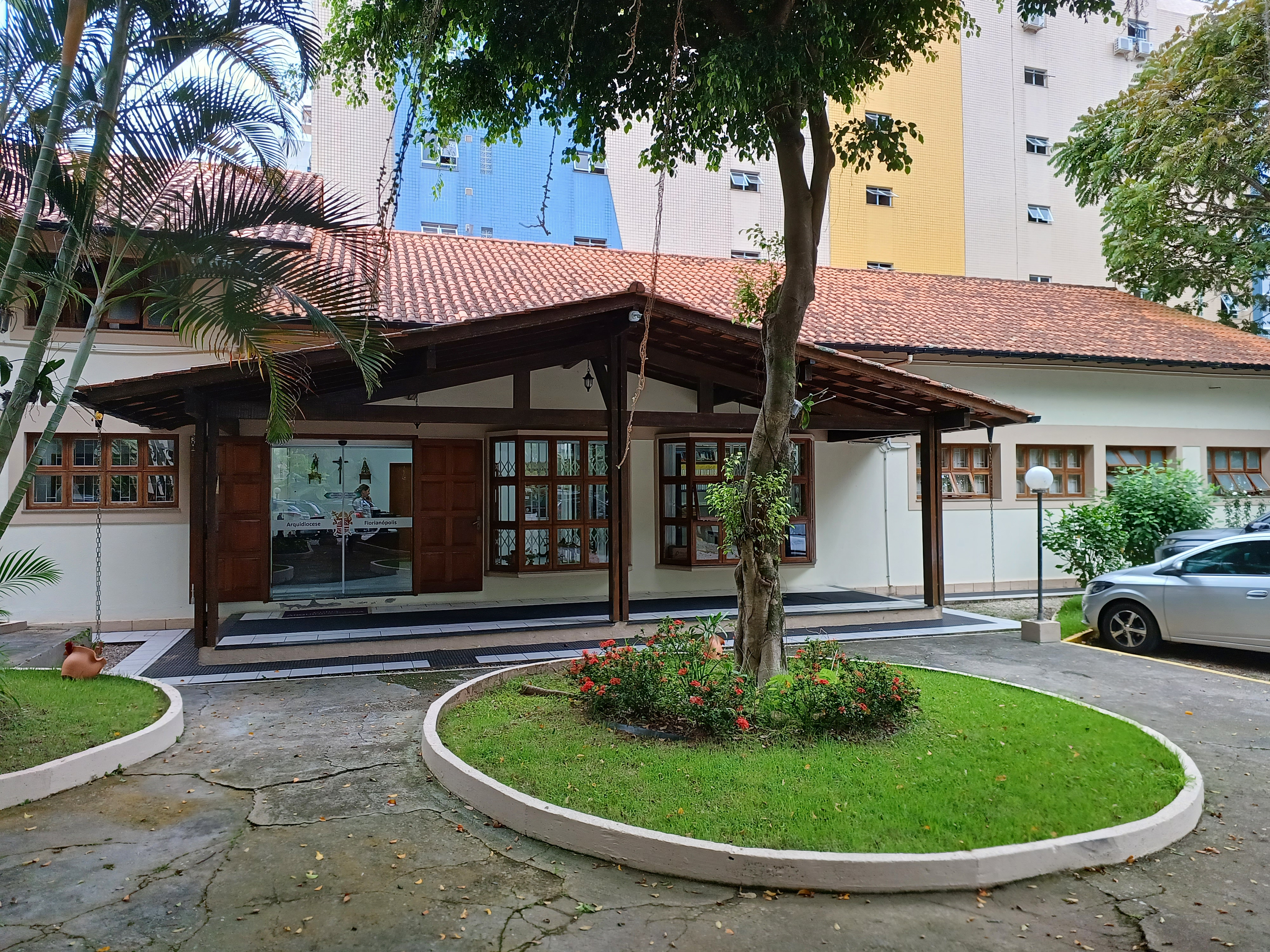
Arquivo Histórico Eclesiástico de Santa Catarina

## Localização
O AHESC foi, primeiramente, instalado na Catedral Metropolitana. No ano de 1966, foi transferido para a Avenida Rio Branco e, em 1968, foi transferido para a Cúria Metropolitana, onde permanece.

## Acervo
O acervo do AHESC reúne documentos produzidos pela Igreja Católica em Santa Catarina. É formado por livros de registro de nascimentos, casamentos e óbitos produzidos pelas paróquias de Santa Catarina. Os documentos abrangem um amplo período. Assim, os livros de casamento abarcam um período que inicia no século XVIII (o livro mais antigo é um registro de casamentos da Paróquia de Nossa Senhora do Desterro, iniciado em 1714) e se estende ao século XX. Os livros de registro de nascimento e de óbito contemplam um período que se encerra no início da República, quando o controle de nascimento e óbito começou a ser realizado na esfera civil. O acervo também é formado por documentos referentes aos padres, as paróquias, congregações e eventos religiosos.